# Austromusotima camptozonale
Austromusotima camptozonale là một loài bướm đêm thuộc họ Crambidae. Nó là loài bản địa của Úc, những đã có nỗ lực du nhập vào phía nam Florida như một tác nhân kiểm soát sinh vật.
Sải cánh dài khoảng 10 mm.

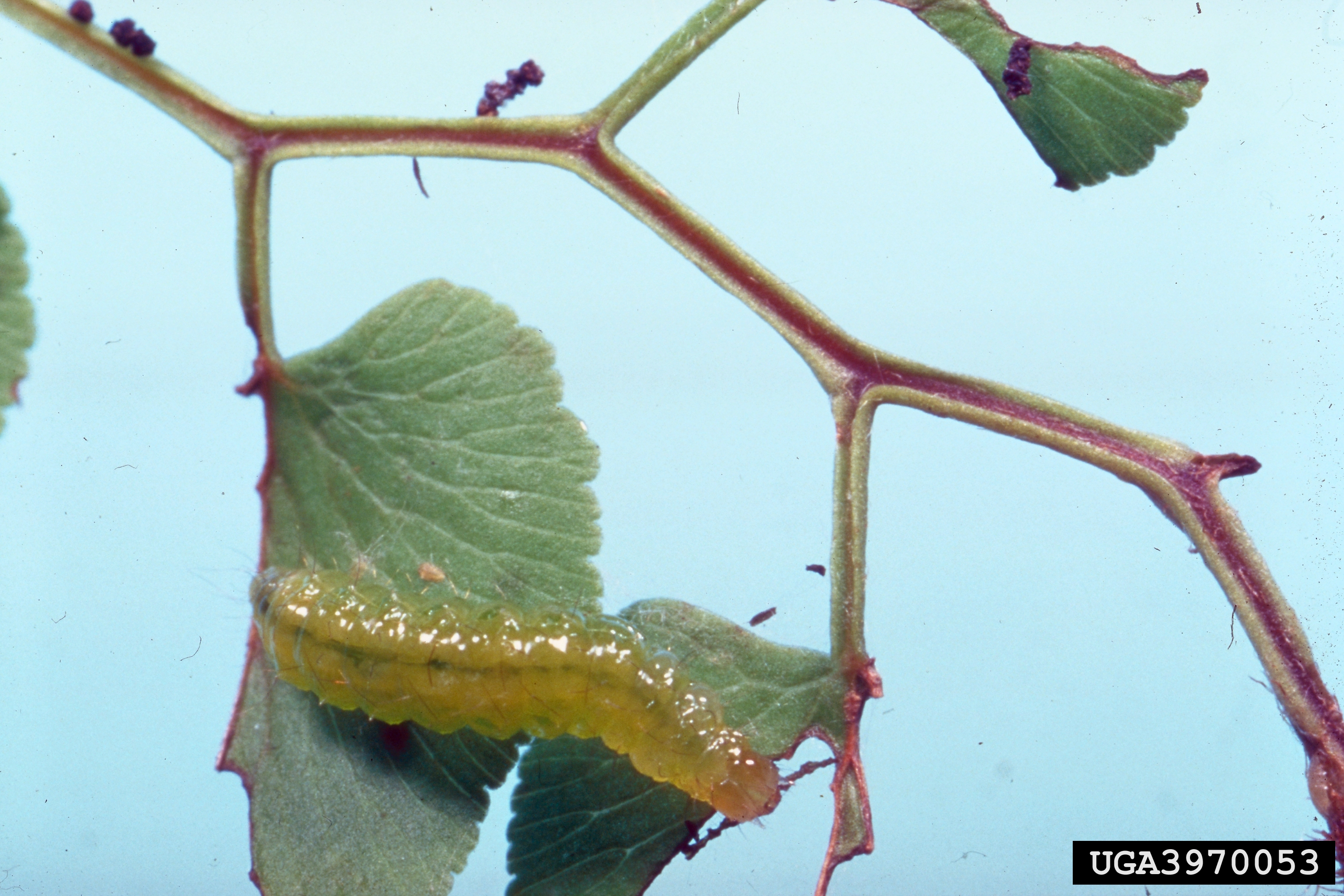

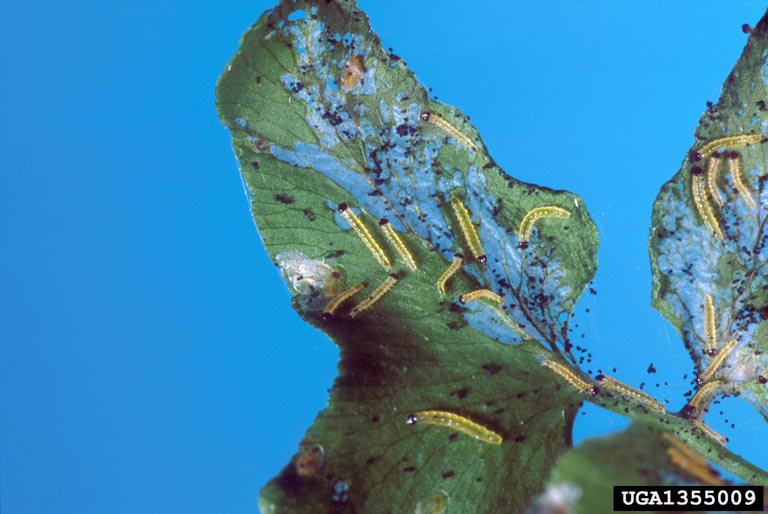

Ấu trùng ăn Lygodium microphyllum, Lygodium japonicum và Lygodium palmatum.

## Hình ảnh

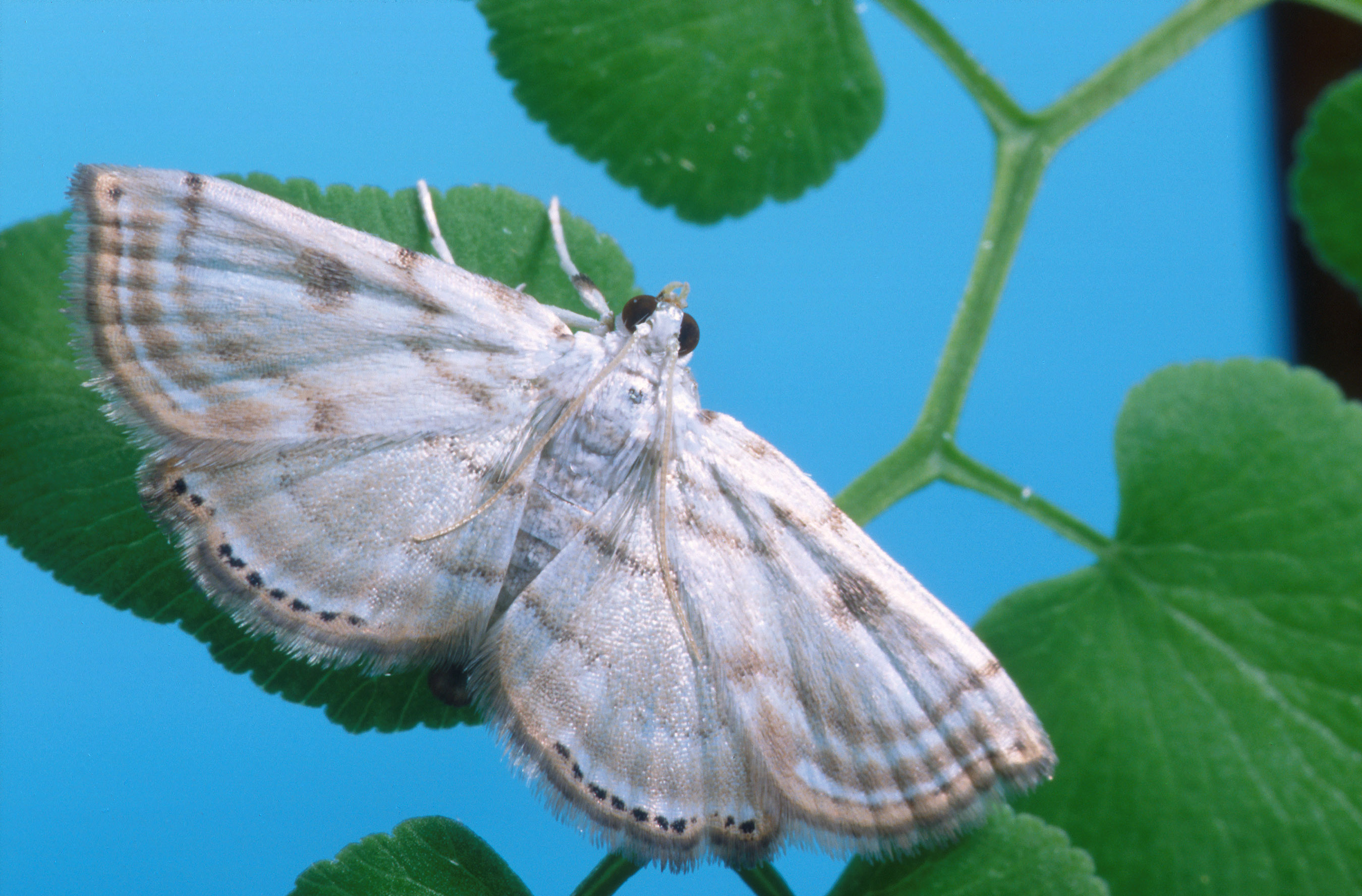